# كأس التحدي الأوروبي 2003–04
كأس التحدي الأوروبي 2003–04 (بالإسبانية: European Challenge Cup 2003-04)‏ هو الموسم 8 من  كأس التحدي الأوروبي. أقيم خلال الفترة 5 ديسمبر 2003 وحتى 22 مايو 2004، وفاز فيه نادي هارلكوين.